# Sawonia Północna
Sawonia Północna (fiń. Pohjois-Savo szw. Norra Savolax) – region administracyjny (maakunta) we wschodniej Finlandii. Do 2009 roku w granicach byłej prowincji Finlandia Wschodnia. Graniczy z regionami Kainuu, Karelia Północna, Sawonia Południowa, Finlandia Środkowa i Ostrobotnia Północna. Siedzibą władz regionu jest Kuopio.

## Gminy
Region Sawonia Północna od 1 stycznia 2017 roku jest podzielony na 18 gmin:
| - Iisalmi (22 159) - Kaavi (3 257) - Keitele (2 430) - Kiuruvesi (8 847) - Kuopio (106 451) - 1 stycznia 2015 w granice Kuopio włączono gminę Maaninka (3 768) - 1 stycznia 2017 w granice Kuopio włączono gminę Juankoski (4 986) - Lapinlahti (10 166) - Leppävirta (10 168) - Pielavesi (4 829) - Rautalampi (3 415) - Rautavaara (1 779) - Siilinjärvi (21 575) - Sonkajärvi (4 441) - Suonenjoki (7 456) - Tervo (1 665) - Tuusniemi (2 804) - Varkaus (22 084) - Vesanto (2 281) - Vieremä (3 871) |

Uwagi: Nazwy gmin miejskich zostały pogrubione (w nawiasie liczba mieszkańców; stan na dzień 31 stycznia 2014).

## Podregiony
Gminy regionu Sawonia Północna zgrupowane są w 5 podregionach:
- podregion Koillis-Savo
- podregion Kuopio
- podregion Sisä-Savo
- podregion Varkaus
- podregion Ylä-Savo